# Campeonato Mundial de Patinaje de Velocidad sobre Hielo de 2001
El XCV Campeonato Mundial de Patinaje de Velocidad sobre Hielo se celebró en Budapest (Hungría) del 10 al 11 de febrero de 2001 bajo la organización de la Unión Internacional de Patinaje sobre Hielo (ISU) y la Federación Húngara de Patinaje sobre Hielo.
Las competiciones se realizaron en la pista de hielo Városligeti Müjégpálya. Participaron en total 48 patinadores de 13 países.

## Resultados

### Masculino
| Evento                        | Oro                                         | Plata                                    | Bronce                                 |
| ----------------------------- | ------------------------------------------- | ---------------------------------------- | -------------------------------------- |
| 500 m (10.02)                 | Christian Breuer · Alemania · 37,55 s       | Takahiro Ushiyama Japón 37,59 s          | Ids Postma · Países Bajos · 37,61 s    |
| 1500 m (11.02)                | Ids Postma · Países Bajos · 1:54,12         | Rintje Ritsma · Países Bajos · 1:54,18   | Alexandr Kibalko · Rusia · 1:54,98     |
| 5000 m (10.02)                | Bart Veldkamp · Bélgica · 6:43,69           | Ids Postma · Países Bajos · 6:49,51      | Frank Dittrich · Alemania · 6:49,69    |
| 10 000 m (11.02)              | Bart Veldkamp · Bélgica · 13:44,19          | Rintje Ritsma · Países Bajos · 13:56,07  | Frank Dittrich · Alemania · 13:58,41   |
| Clasificación general (11.02) | Rintje Ritsma · Países Bajos · 158,731 pts. | Ids Postma · Países Bajos · 159,476 pts. | Bart Veldkamp · Bélgica · 159,731 pts. |

### Femenino
| Evento                        | Oro                                        | Plata                                       | Bronce                                          |
| ----------------------------- | ------------------------------------------ | ------------------------------------------- | ----------------------------------------------- |
| 500 m (10.02)                 | Anni Friesinger · Alemania · 39,99 s       | Jennifer Rodriguez Estados Unidos 40,29 s   | Cindy Klassen · Canadá · 40,49 s                |
| 1500 m (11.02)                | Anni Friesinger · Alemania · 2:03,38       | Claudia Pechstein · Alemania · 2:04,35      | Cindy Klassen · Canadá · 2:05,00                |
| 3000 m (10.02)                | Renate Groenewold · Países Bajos · 4:16,57 | Claudia Pechstein · Alemania · 4:18,32      | Anni Friesinger · Alemania · 4:19,78            |
| 5000 m (11.02)                | Claudia Pechstein · Alemania · 7:21,68     | Renate Groenewold · Países Bajos · 7:25,02  | Cindy Klassen · Canadá · 7:25,78                |
| Clasificación general (11.02) | Anni Friesinger · Alemania · 169,690 pts.  | Claudia Pechstein · Alemania · 169,791 pts. | Renate Groenewold · Países Bajos · 170,133 pts. |

## Medallero
- Solo se otorgan medallas en la clasificación general.

| Núm. | País         | Oro | Plata | Bronce | Total |
| ---- | ------------ | --- | ----- | ------ | ----- |
| 1    | Países Bajos | 1   | 1     | 1      | 3     |
| 2    | Alemania     | 1   | 1     | 0      | 2     |
| 3    | Bélgica      | 0   | 0     | 1      | 1     |
|      | TOTAL        | 2   | 2     | 2      | 6     |